# GNU-Darwin
GNU-Darwin es un proyecto iniciado en el año 2000 por el Dr. Michael Love para crear una distribución de software GNU sobre Darwin (el sistema operativo de código abierto de Mac OS X y cuyo núcleo es XNU, para el cual existen también distribuciones tanto para PowerPC como para x86).
Su objetivo era crear una distribución de software libre para usuarios de Apple Computer. Originalmente GNU-Darwin se ejecutaba sobre Mac OS X, y XServer se desarrolló para permitir a los usuarios de Mac OS X ejecutar software sin necesidad de portar la interfaz gráfica de las aplicaciones a Mac OS X.